# چوبک‌های برگی
چوبک‌های برگی (نام علمی: Verophasmatodea) نام یک سرده از شاخه بندپایان است.